# علي العمير
علي صالح محمد صالح العمير (1958 -)، نائب سابق في مجلس الأمة الكويتي.

## السيرة البرلمانية
شارك في انتخابات مجلس الأمة الكويتي 1999 في الدائرة الرابعة عشر، وحصل على المركز الرابع برصيد 762 صوت وخسر الانتخابات ، وشارك في انتخابات مجلس الأمة الكويتي 2003 في الدائرة الرابعة عشر، وحصل على المركز الخامس برصيد 860 صوت وخسر الانتخابات ، وشارك في انتخابات مجلس الأمة الكويتي 2006 في الدائرة الحادية عشر، وحصل على المركز الثاني برصيد 3744 صوت وفاز بالانتخابات ، وشارك في انتخابات مجلس الأمة الكويتي 2008 في الدائرة الثالثة، وحصل على المركز الرابع برصيد 8931 صوت وفاز بالانتخابات.

## مواقفه في مجلس الأمة
| الكتل                                                                 | التجمع الإسلامي السلفي         |
| اللجان                                                                | المرافق العامة - حماية الأموال |
| قانون صندوق المعسرين                                                  | موافق                          |
| الموازنة العامة للدولة                                                | موافق                          |
| قانون ضمان الودائع البنكية                                            | مؤيد                           |
| إعادة تشكيل اللجان المؤقتة                                            | موافق                          |
| تقرير اللجنة المالية الرافض لإقامة الدواوين                           | موافق                          |
| مقترح الحركة الدستورية الإسلامية في التحقيق في الداو والمصفاة الرابعة | غير موافق                      |
| التحقيق في عمل فريق الإزالات                                          | رافض                           |
| مقترح اللجنة الثلاثية في التحقيق في داو والمصفاة الرابعة              | موافق                          |

| الكتل                                | التجمع الإسلامي السلفي |
| اللجان                               | المرافق العامة         |
| منع المسيئين (2016)                  | موافق                  |
| قانون البصمة الوراثية (2015)         | موافق                  |
| تعديل قانون المحكمة الدستورية (2014) | موافق                  |
| شطب استجواب جابر المبارك (2014)      | موافق                  |
| طرح الثقة بمحمد العبدالله (2013)     | غير موافق              |